# 城の崎にて
「城の崎にて」（きのさきにて）は、志賀直哉の短編小説。1917年（大正6年）5月に白樺派の同人誌『白樺』に発表。日本の私小説の代表的な作品の一つとされており、心境小説としての趣が強い。

## 執筆背景

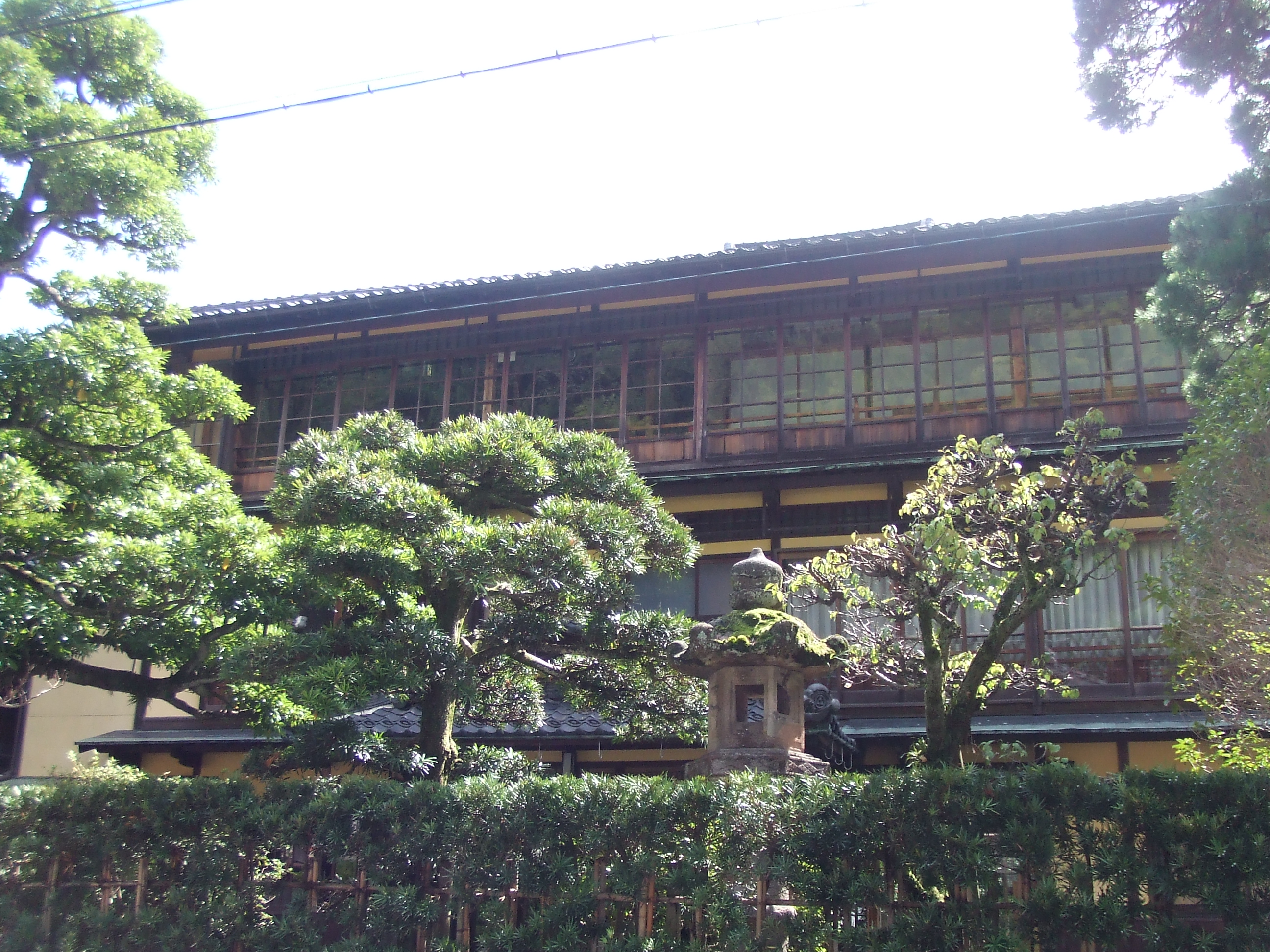
志賀直哉が宿泊したという三木屋 （城崎温泉）

志賀直哉は1910年（明治43年）に『白樺』を創刊し、作品を発表している。1912年（大正元年）には実父との対立から広島県尾道に移住し、夏目漱石の奨めにより「時任謙作」の執筆に着手した（この小説はのちに『暗夜行路』の原型となる）。
1913年（大正2年）4月に上京したが、同年8月に里見弴と芝浦へ涼みに行き、素人相撲を見て帰る途中、線路の側を歩いていて山手線の電車に後ろから跳ね飛ばされ、重傷を負う。東京病院にしばらく入院して助かったが、療養のために兵庫県にある城崎温泉を訪れる。その後は松江や京都など各地を点々とし、1914年（大正3年）には、勘解由小路康子（かでのこうじさだこ）と結婚する。1917年（大正6年）には「佐々木の場合」「好人物の夫婦」「赤西蠣太の恋」などの作品を発表し、同年10月には実父との和解が成立している。
事故に際した自らの体験から、徹底した観察力で生と死の意味を考え執筆され、簡素で無駄のない文体と適切な描写で無類の名文とされている。
「城の崎にて」は1913年の経験を3年半後の1917年に作品化したものだが、その間に同じ題材を扱った「いのち」と題された草稿（1914年執筆と推定）が残されている。

## あらすじ
東京山手線の電車にはねられ怪我をした「自分」は、後養生に兵庫県の城崎温泉を訪れる。「自分」は一匹の蜂の死骸に、寂しいが静かな死への親しみを感じ、首に串が刺さった鼠が石を投げられて必死に逃げ惑っている姿を見て死の直前の動騒が恐ろしくなる。そんなある日、何気なく見た小川の石の上にイモリがいた。驚かそうと投げた石がそのイモリに当って死んでしまう。哀れみを感じるのと同時に生き物の淋しさを感じている「自分」。これらの動物達の死と生きている自分について考え、生きていることと死んでしまっていること、それは両極ではなかったという感慨を持つ。そして命拾いした「自分」を省みる。

## 登場人物
自分
主人公。山手線の電車に跳ね飛ばされて怪我をしたことから、その後養生に但馬の城の崎温泉を訪れた。城の崎に来た「自分」は近年になく静まって落ち着いたいい気持がしている。作中で『范の犯罪』という短編小説を書いたことを語っている。とかげは多少好きで、やもりは最も嫌いで、いもりは好きでも嫌いでもない。
医者
「自分」に対して「背中の傷が脊椎カリエスになれば致命傷になりかねないがそんなことはあるまい」と言った人物。
車夫
首に魚串が刺さった鼠に石を投げる40歳ぐらいの男。
子供
車夫と同様に鼠に石を投げている。2，3人いた。
友
「自分」に電車事故で負った傷は「フェータル(fatal＝致命的)なものか、どうか？」と訊かれ、それを否定した人物。

## 書誌情報
『城の崎にて』は「白樺」第八巻第五号に発表された。その後、次の作品集に収録されている。
- 『夜の光』（新潮社。一九一八年一月十六日）
- 『壽々』（改造社。一九二二年四月二十日）
- 『志賀直哉全集第三巻』（改造社。一九三八年二月）
- 『映山紅』（草木屋出版部。一九四〇年十二月）
- 『映山紅』（全国書房。一九四六年十二月二十五日。普及版）

　以上の単行本により本文の異同がある。特に『映山紅』所収の本文では表題も『城崎にて』に改められている。